# Phanoptis fatidica
Phanoptis fatidica är en fjärilsart som beskrevs av Paul Dognin 1910. Phanoptis fatidica ingår i släktet Phanoptis och familjen tandspinnare. Inga underarter finns listade i Catalogue of Life.